# Weihergrund bei Ebrach
Der Weihergrund bei Ebrach ist ein Naturschutzgebiet im Naturraum Steigerwald, das sich über eine Fläche von etwa 24 Hektar erstreckt. Es befindet sich in Ebrach, einem Markt im oberfränkischen Landkreis Bamberg. Das Naturschutzgebiet liegt grob zwischen den Orten Großgressingen im Osten und Breitbach im Westen. Die Ausweisung als Schutzgebiet erfolgte im Jahr 1988.

## Geographische Lage
Das Schutzgebiet besteht aus einem Teilbereich und befindet sich an der Westflanke des Mittelgebirges Steigerwald, das weitgehend mit dem Naturpark Steigerwald übereinstimmt. Nordöstlich des Schutzgebiets liegt Ebrach, östlich Großgressingen, westlich Schönaich und Breitbach, beides Ortsteile von Oberschwarzach. Südlich liegt Kleingressingen, Teil der Gemeinde Ebrach. Nordwestlich liegt das etwa gleich große Naturschutzgebiet Spitzenberg bei Ebrach. Das gesamte Gebiet gehört zum FFH-Gebiet Buchenwälder und Wiesentäler des Nordsteigerwalds sowie zum Vogelschutzgebiet Oberer Steigerwald. Durch das Schutzgebiet fließt die Mittlere Ebrach, ein Zufluss der Rauhen Ebrach.

## Schutzgründe
Die Schutzgründe des Naturschutzgebietes Weihergrund bei Ebrach liegen in der Erhaltung eines seltenen, naturnahen Talabschnitts im oberfränkischen Steigerwald. Die naturnahen Teiche und die ausgedehnten Verlandungszonen bieten einen wichtigen Lebensraum für bedrohte Tierarten, insbesondere für eine größere Population des Laubfroschs sowie weitere Amphibienarten wie Grasfrosch, Wasserfrosch, Erdkröte, Bergmolch und Teichmolch.
Zudem dient das Gebiet als Lebensraum für verschiedene Vogelarten wie Zwergtaucher, Reiherente, Teichhuhn und Sumpfrohrsänger. Auch gefährdete Pflanzenarten, darunter das Breitblättrige Knabenkraut und das Schmalblättrige Wollgras, kommen hier vor. Der Schutz des Wasserhaushalts und der Bodenbeschaffenheit ist entscheidend, um diese Feuchtgebiete und ihre Artenvielfalt langfristig zu sichern.

## Flora und Fauna
Im Naturschutzgebiet wurden mehrere Tier- und Pflanzenarten nachgewiesen. Zu den Tierarten zählen die Blauflügel-Prachtlibelle und der Eisvogel. Unter den Pflanzenarten wurden die Spitzblütige Binse, Vielwurzelige Teichlinse und der Schmalblättrige Rohrkolben erfasst. Zudem kommen die Sumpf-Schafgarbe, die Artengruppe Geflecktes Knabenkraut, die Karthäusernelke, die Heide-Nelke, der Knöllchen-Steinbrech und die Kümmel-Silge vor. Diese Arten sind teilweise charakteristisch für Feuchtgebiete und stehen teilweise unter besonderem Schutz.
Im Rahmen der Managementplanung für das FFH-Gebiet Buchenwälder und Wiesentäler des Nordsteigerwalds wurde der Lebensraumtyp 3150 Natürliche eutrophe Seen mit einer Vegetation festgestellt. Dieser Lebensraumtyp weist jedoch eine starke Eutrophierung auf, die auf eine frühere fischereiliche Nutzung mit Zufütterung zurückzuführen ist. Im Naturschutzgebiet Weihergrund wurde zudem der Dunkle Wiesenknopf-Ameisenbläuling auf einer Fläche von 1,89 Hektar als potenzielles und besiedeltes Gebiet identifiziert. Die Population dieser Art im Naturschutzgebiet wird jedoch als mittel bis schlecht eingestuft. Die deutlichen Bestandsrückgänge in den letzten 14 Jahren sind vor allem auf eine Verschlechterung der Lebensraumqualität zurückzuführen, insbesondere durch ein unangepasstes Mahdregime im Zuge der landwirtschaftlichen Intensivierung.
Im Naturschutzgebiet Weihergrund bei Ebrach sind verschiedene Biotoptypen vertreten. Dazu gehören seggen- oder binsenreiche Nasswiesen, Sümpfe, Großseggenriede außerhalb der Verlandungszone, Landröhrichte, feuchte und nasse Hochstaudenfluren sowie mesophile, naturnahe Gebüsche. Diese Biotoptypen tragen zur Vielfalt der Lebensräume im Gebiet bei und bieten wichtigen Schutz für zahlreiche Arten.

## Gefährdung
Im Naturschutzgebiet Weihergrund treten verschiedene Beeinträchtigungen auf. Eine wesentliche Gefährdung ist die Eutrophierung, die durch übermäßigen Nährstoffeintrag zu erheblichen Veränderungen der Lebensräume führt. Diese Nährstoffanreicherung resultiert sowohl aus externer als auch interner Selbsteutrophierung. Zudem beeinträchtigen landwirtschaftliche Ablagerungen, insbesondere organischer Art, die Bodenqualität.
Auch die Veränderung der Artenzusammensetzung stellt eine Herausforderung dar. Nährstoffzeiger wie Brennnessel und Kletten-Labkraut haben sich in manchen Bereichen ausgebreitet, was auf langjährige Bracheflächen und fehlendes Management zurückzuführen ist. In bestimmten Gebieten ist darüber hinaus eine Verbuschung durch Gehölzanflug sowie eine Ruderalisierung zu beobachten. In einigen Teilflächen des Gebiets sind jedoch keine negativen Beeinträchtigungen festzustellen, und die Vegetationsstruktur bleibt weitgehend erhalten.